# هنري دي. واشبورن
هنري دي. واشبورن هو محامي وضابط وسياسي أمريكي، ولد في 28 مارس 1832 في وندسور في الولايات المتحدة، وتوفي في 26 يناير 1871 في كلينتون في الولايات المتحدة. نشط حزبياً في الحزب الجمهوري. وقد انتخب عضو مجلس النواب الأمريكي ‏.